# Benjamin Tetteh
Benjamin Tetteh (Acra, 10 de julio de 1997) es un futbolista ghanés que juega en la demarcación de delantero para el N. K. Maribor de la Primera Liga de Eslovenia.

## Selección nacional
Tras jugar con las categorías inferiores, finalmente hizo su debut con la selección de fútbol de Ghana el 9 de octubre de 2021 en un encuentro de clasificación para la Copa Mundial de Fútbol de 2022 contra Zimbabue que finalizó con un resultado de 3-1 a favor del combinado ghanés tras los goles de Thomas Partey, Mohammed Kudus y André Ayew para el combinado ghanés, y de Knowledge Musona de penalti para Zimbabue.

## Clubes
| Club                       | País            | Año       | Partidos | Goles |
| -------------------------- | --------------- | --------- | -------- | ----- |
| Standard de Lieja          | Bélgica         | 2015-2016 | 17       | 2     |
| 1. F. C. Slovácko (cedido) | República Checa | 2016-2017 | 14       | 1     |
| Bohemians 1905 (cedido)    | República Checa | 2017-2018 | 21       | 2     |
| A. C. Sparta Praga         | República Checa | 2018-2020 | 75       | 20    |
| Yeni Malatyaspor           | Turquía         | 2020-2022 | 25       | 9     |
| Hull City A. F. C.         | Inglaterra      | 2022-2023 | 17       | 1     |
| F. C. Metz                 | Francia         | 2023-2024 | 13       | 0     |
| N. K. Maribor (cedido)     | Eslovenia       | 2024-     | 21       | 13    |

## Palmarés

### Títulos nacionales
| Título                     | Club               | País            | Año  |
| -------------------------- | ------------------ | --------------- | ---- |
| Copa de Bélgica            | Standard de Lieja  | Bélgica         | 2016 |
| Copa de la República Checa | A. C. Sparta Praga | República Checa | 2020 |